# Chan Kin Viejo
Chan K'in Viejo (Selva Lacandona, Chiapas, 1900 - Nahá, Chiapas, 23 de diciembre de 1996) (conocido también como Chan K’in) fue un to'ohil (líder espiritual de la historia, mitología y cosmología de los lacandones) de los Hach Winik de la comunidad Nahá en la Selva Lacandona de Chiapas, México. Logró preservar y mantener unida las costumbres y tradiciones de su pueblo, contando a través de relatos cosmológicos las historias de los antiguos lacandones contribuyendo también a la difusión del idioma lacandón. Se dedicó a difundir la religión lacandona y los rituales tradicionales dedicados a Hachackyum, deidad principal del pueblo lacandón. Es considerado como uno de los líderes indígenas más respetados de México.
En 1994 durante un Consejo lacandón denunció el robo y tala de árboles en su comunidad por gente externa que los tenía amenazados.
Una de sus frases más recordadas fue:
“El gobierno nos mandó aquí a Najá, y nos dijeron que esto en Najá era nuestro. Nosotros cuidamos la selva. Ahora “Jardín” ha quitado nuestras tierras y venden los árboles. Dios está enojado; yo estoy triste por el frío que ha entrado en los corazones de la gente. Estoy muy viejo y aquí voy a quedar. No queremos que saquen los árboles que son nuestra vida, ellos piden que la lluvia venga. Las caobas y chicle son nuestra vida, tienen vida, cuando se acaben los árboles, nosotros vamos a acabar también”.
Finalmente murió en Najá el 23 de diciembre de 1996. 

## Descendientes
Hijos:
- Kin García
- Kayon maax
- Chanuk Martínez

Nietos:
- K'ayon II

Bisnietos:
- Bor Jorge García Paniagua
- Chan'Kin
- Arturo K'ayon